# Скот Джеммілл
Скот Джеммілл (англ. Scot Gemmill, нар. 2 січня 1971, Пейслі) — шотландський футболіст, що грав на позиції півзахисника. По завершенні ігрової кар'єри — тренер. З 2016 року очолює тренерський штаб молодіжної збірної Шотландії U-21.
Виступав, зокрема, за клуби «Ноттінгем Форест» та «Евертон», а також національну збірну Шотландії.

## Клубна кар'єра
Народився 2 січня 1971 року в місті Пейслі. Вихованець футбольної школи клубу «Ноттінгем Форест». Дорослу футбольну кар'єру розпочав 1990 року в основній команді того ж клубу, в якій провів дев'ять сезонів, взявши участь у 245 матчах чемпіонату. Більшість часу, проведеного у складі «Ноттінгем Форест», був основним гравцем команди.
Своєю грою за цю команду привернув увагу представників тренерського штабу клубу «Евертон», до складу якого приєднався 1999 року. Відіграв за клуб з Ліверпуля наступні п'ять сезонів своєї ігрової кар'єри.
Згодом з 2004 по 2006 рік грав у складі команд клубів «Престон Норт-Енд», «Лестер Сіті» та «Оксфорд Юнайтед».
Завершив професійну ігрову кар'єру у клубі «Нью-Зіленд Найтс», за команду якого виступав протягом 2006—2007 років.

## Виступи за збірну
У 1995 році дебютував в офіційних матчах у складі національної збірної Шотландії. Протягом кар'єри у національній команді, яка тривала 9 років, провів у формі головної команди країни 26 матчів, забивши 1 гол.
У складі збірної був учасником чемпіонату Європи 1996 року в Англії, чемпіонату світу 1998 року у Франції.

## Кар'єра тренера
Розпочав тренерську кар'єру, повернувшись до футболу після невеликої перерви, 2014 року, очоливши тренерський штаб юнацької збірної Шотландії U-17, де пропрацював з 2014 по 2016 рік.
З 2016 року очолює тренерський штаб молодіжної збірної Шотландії U-21.